# Zenó (historiador)
Zenó  (en llatí Zenon, en grec Ζήνων) fou un historiador grec, esmentat per Diògenes Laerci.
Fou l'autor d'una narració de l'expedició de Pirros a Itàlia i d'una breu història de la Primera Guerra Púnica (Ἡ Πύρρου στρατεία εἰς Ἰταλίαν καὶ Σικελίαν. Ἐπιτομὴ τῶν πεπραγμένων Ῥωμαίοις τε καὶ Καρχηδονίοις).
Va viure probablement al segle III aC, poc després de la Primera Guerra Púnica.